# Jonzier-Épagny
Pour les articles homonymes, voir Épagny.
Jonzier-Épagny est une commune française située dans le département de la Haute-Savoie, en région Auvergne-Rhône-Alpes.
Outre le bourg, la commune est constituée de trois hameaux (les Barraques, Épagny, Vigny) et d'un lieu-dit (Mont-Sion).

## Géographie

### Communes limitrophes
- Minzier ;
- Savigny ;
- Dingy-en-Vuache ;
- Chênex ;
- Vers.

### Géologie et relief
La superficie de la commune est de 716 hectares ; son altitude varie entre 518 et 733 mètres.
Le territoire de la commune se situe sur la moraine glaciaire du Rhône, déposée il y a environ 10 000 ans et appelée la montagne de Sion.

### Voies de communication et transports
La commune est située à 9 km au nord-est de Frangy, 13 km au sud-ouest de Saint-Julien-en-Genevois et 31 km au nord-ouest d'Annecy. Elle est desservie par :
- la RD 992, qui traverse le chef-lieu ;
- l'autoroute A40, sortie « Saint-Julien-en-Genevois » (13 km) ;
- le TGV ou TER dans les gares de Genève (24 km), Bellegarde-sur-Valserine (24 km) et Annecy (30 km) ;
- l'aéroport international de Genève Cointrin (24 km) et celui de Lyon Saint-Exupéry (129 km) ainsi que l'aéroport régional d'Annecy (26 km) et celui de Chambéry (60 km).

## Urbanisme

### Typologie
Au 1er janvier 2024, Jonzier-Épagny est catégorisée commune rurale à habitat dispersé, selon la nouvelle grille communale de densité à sept niveaux définie par l'Insee en 2022.
Elle est située hors unité urbaine. Par ailleurs la commune fait partie de l'aire d'attraction de Genève - Annemasse (partie française), dont elle est une commune de la couronne,. Cette aire, qui regroupe 158 communes, est catégorisée dans les aires de 700 000 habitants ou plus (hors Paris),.

### Occupation des sols
L'occupation des sols de la commune, telle qu'elle ressort de la base de données européenne d’occupation biophysique des sols Corine Land Cover (CLC), est marquée par l'importance des territoires agricoles (84 % en 2018), en diminution par rapport à 1990 (86,7 %). La répartition détaillée en 2018 est la suivante : 
terres arables (47,5 %), zones agricoles hétérogènes (20,6 %), prairies (16 %), forêts (8,5 %), zones urbanisées (7,5 %).
L'IGN met par ailleurs à disposition un outil en ligne permettant de comparer l’évolution dans le temps de l’occupation des sols de la commune (ou de territoires à des échelles différentes). Plusieurs époques sont accessibles sous forme de cartes ou photos aériennes : la carte de Cassini (XVIIIe siècle), la carte d'état-major (1820-1866) et la période actuelle (1950 à aujourd'hui).

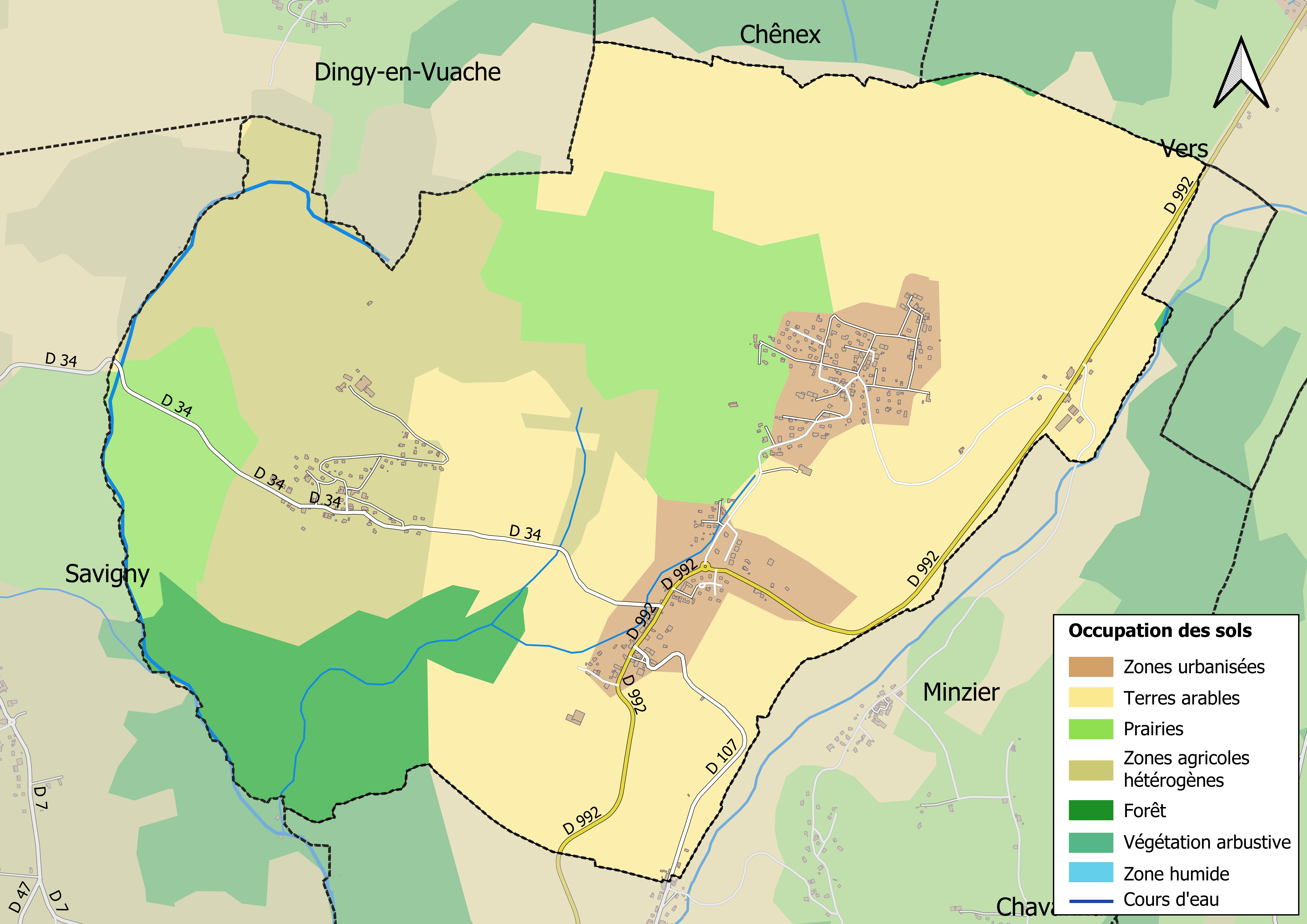
Carte des infrastructures et de l'occupation des sols en 2018 (CLC) de la commune.
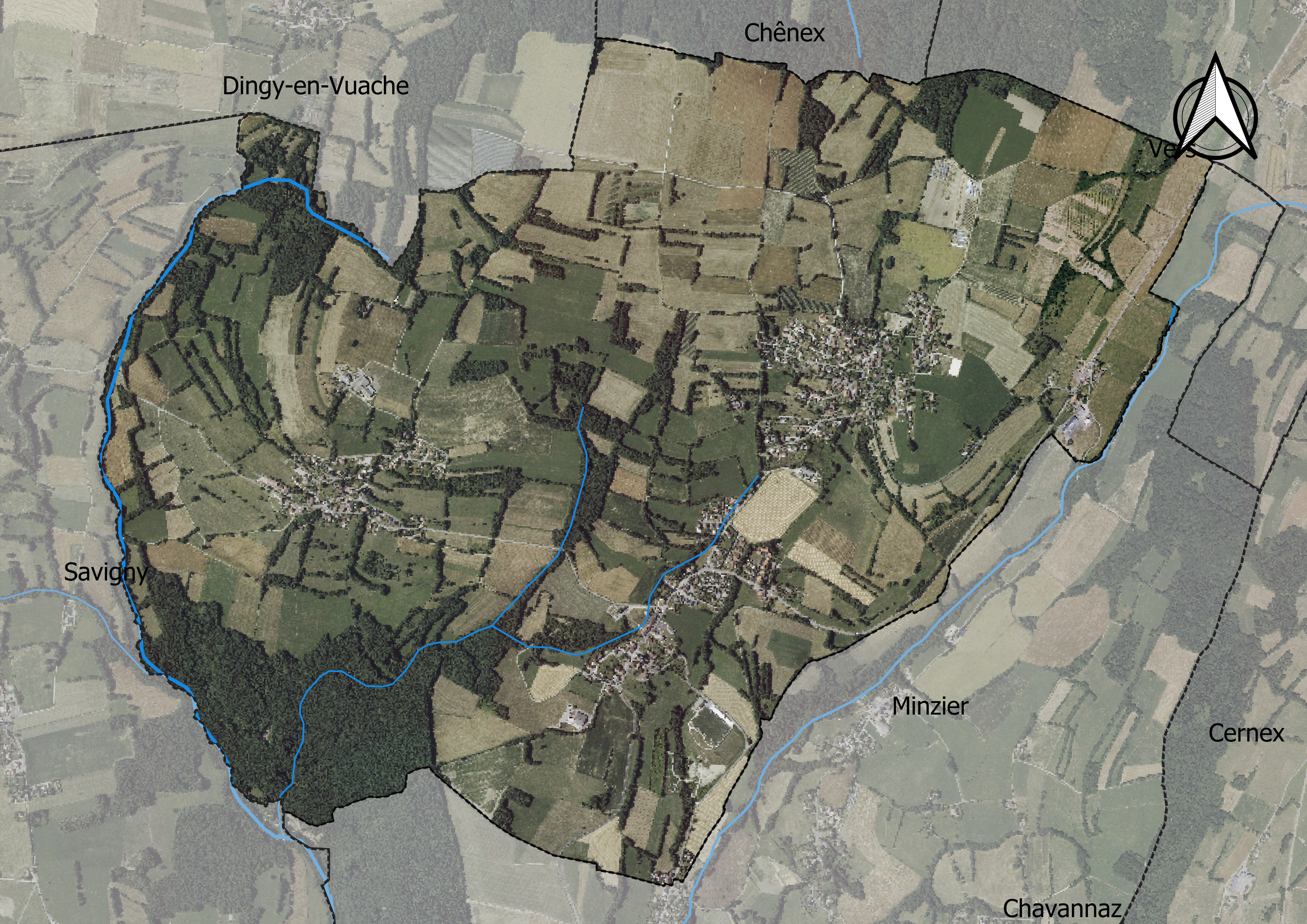
Carte orthophotogrammétrique de la commune.

## Toponymie
En francoprovençal, le nom de la commune s'écrit Zhonvi-Épanyi (graphie de Conflans) ou Jonziér / Jonviér (ORB).

## Histoire
C'est à la suite de la fusion des paroisses de Saint-Maurice (à Jonzier) et de Saint-Sébastien (à Épagny) en 1801, que les communes de Jonzier et d'Épagny ont décidé de s'unir en 1866, après le rattachement de la Savoie à la France de 1860.
Leurs bureaux de vote resteront séparés jusqu'en 1989.

## Politique et administration
| Période                                  | Période                  | Identité       | Étiquette | Qualité |
| ---------------------------------------- | ------------------------ | -------------- | --------- | ------- |
| Les données manquantes sont à compléter. |                          |                |           |         |
| 1947                                     | 1977                     | Edouard Duparc | ...       | ...     |
| 1977                                     | 1989                     | Henri Duparc   | ...       | ...     |
| 1989                                     | 1992                     | Joseph Rivière | ...       | ...     |
| 1992                                     | En cours (au avril 2014) | Michel Mermin  | ...       | ...     |

## Enseignement
L'école de Jonzier-Épagny accueille les enfants de la petite section au CM2.

## Démographie
L'évolution du nombre d'habitants est connue à travers les recensements de la population effectués dans la commune depuis 1793. Pour les communes de moins de 10 000 habitants, une enquête de recensement portant sur toute la population est réalisée tous les cinq ans, les populations de référence des années intermédiaires étant quant à elles estimées par interpolation ou extrapolation. Pour la commune, le premier recensement exhaustif entrant dans le cadre du nouveau dispositif a été réalisé en 2008.

En 2022, la commune comptait 889 habitants, en évolution de +14,41 % par rapport à 2016 (Haute-Savoie : +6,01 %, France hors Mayotte : +2,11 %).
| 1793 | 1800 | 1806 | 1822 | 1838 | 1848 | 1858 | 1861 | 1866 |
| ---- | ---- | ---- | ---- | ---- | ---- | ---- | ---- | ---- |
| 233  | 226  | 232  | 280  | 308  | 354  | 363  | 381  | 485  |

| 1872 | 1876 | 1881 | 1886 | 1891 | 1896 | 1901 | 1906 | 1911 |
| ---- | ---- | ---- | ---- | ---- | ---- | ---- | ---- | ---- |
| 462  | 472  | 521  | 502  | 503  | 458  | 435  | 414  | 425  |

| 1921 | 1926 | 1931 | 1936 | 1946 | 1954 | 1962 | 1968 | 1975 |
| ---- | ---- | ---- | ---- | ---- | ---- | ---- | ---- | ---- |
| 410  | 392  | 349  | 338  | 306  | 294  | 298  | 275  | 248  |

| 1982 | 1990 | 1999 | 2006 | 2008 | 2013 | 2018 | 2022 | - |
| ---- | ---- | ---- | ---- | ---- | ---- | ---- | ---- | - |
| 265  | 401  | 511  | 613  | 642  | 733  | 820  | 889  | - |

## Économie
- Auberge de la Goutte d'or (chef-lieu).
- Boulangerie-pâtisserie Le fournil jonziérois (chef-lieu).

## Culture locale et patrimoine

### Lieux et monuments
Les paroisses de Jonzier (église Saint-Maurice) et d'Épagny (église Saint-Sébastien) fusionnent en 1801. L'église Saint-Maurice a été construite au XIXe siècle dans un style néoclassique sarde, selon un plan de croix grecque.
Le mont, plateau avec un panorama sur le bassin lémanique, les Alpes et le Jura.
Dans le hameau de Vigny se trouve une grotte imitée de celle de Lourdes, grotte édifiée par des habitants après la Seconde Guerre mondiale (1950) en remerciement à la Vierge Marie d'avoir épargné leur village des incendies et permis le retour de leurs soldats prisonniers.

### Héraldique
| Armes de Jonzier-É | Les armes de Jonzier-Épagny se blasonnent ainsi : Parti d'or et de gueules, à la croix trèflée de l'un à l'autre, plantée au sommet d'un mont de trois coupeaux de sinople mouvant de la pointe, et brochant sur la partition. |